# Атлы-Боюнский сельсовет
Атлы-Боюнский сельсовет  — упразднённая административно-территориальная единица на территории Кировского района  города Махачкала Республики Дагестана Российской Федерации.
Административный центр — аул Атлы-Боюн.

## История
В 1929 году входил в Махачкалинский район. 

## Состав
В 1929 году в сельсовет входили: аул Атлы-Боюн, кутан Капир-Тукен, посёлок Ленинкент, кутан Терен-Аир.